# 崇林世居
崇林世居位於中華人民共和國廣東省惠州市惠陽區鎮隆鎮，由葉文昭於清嘉慶年間興建。2004年，崇林世居成為惠州市文物保護單位。